# Pałck
Pałck – wieś w Polsce położona w województwie lubuskim, w powiecie świebodzińskim, w gminie Skąpe.
W latach 1975–1998 miejscowość administracyjnie należała do województwa zielonogórskiego.

## Zabytki

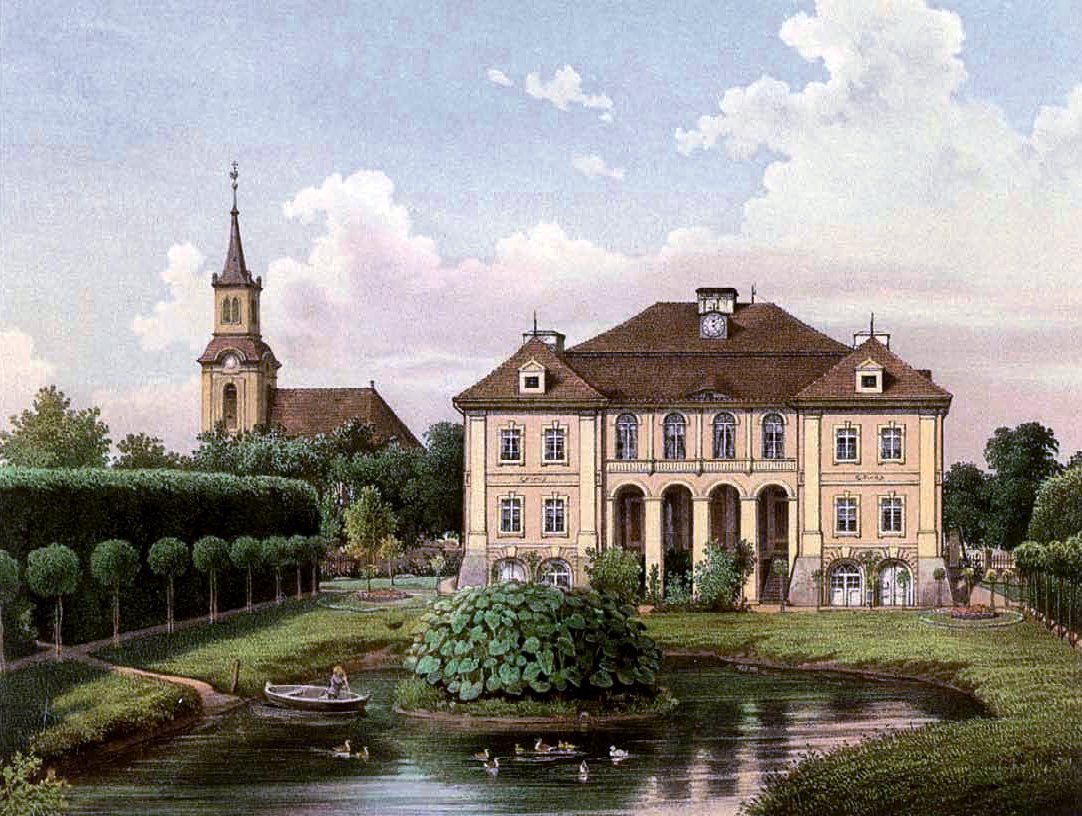
Rittergut Palzig

Do wojewódzkiego rejestru zabytków wpisane są:
- kościół ewangelicki, ob. rzymskokatolicki, filialny pod wezwaniem Zwiastowania NMP, z lat 1732–1735, barokowy, wzniesiony na planie oktagonalnym, z wieżą i zakrystią. Do boków wieży przylegają mauzolea rodziny fundatora Andreasa von Stoscha[4];
- kostnica, obok kościoła, z XVIII wieku;
- pałac, nie istnieje;
- dom, na folwarku, z początku XIX wieku;
- kuźnia, z XVIII wieku.